# Левкович Ярослава Григорівна
Ярослава Григорівна Левкович, до шлюбу Романина (31 жовтня 1921, с. Нестаничі, тепер Шептицького району, Львівської області — 17 червня 2014, Львів) — українська діячка націоналістичного підпілля, членкиня ОУН, районова провідниця Українського Червоного Хреста на Радехівщині, Лопатинщині та Велокомостівщині. Авторка спогадів.

## Життєпис
Донька дяка зі села Нестаничі, тепер Шептицького району, Львівської області. Під псевдо «Марта» і «Оля» працювала в підпіллі від 1941 до 1952 року, коли її заарештували радянські органи безпеки. Також в ОУН діяла її молодша сестра Євгенія (псевдо «Галина»). У таборах перебувала до 1959 року, потім мешкала у Кемеровській області.
Одружилася з полковником УПА Василем Левковичем. Народила сина Романа й доньку Дарію. 1965 року отримала дозвіл повернутися в Україну. Оселилася у місті Червоноград (нині Шептицький) Львівської області, де працювала машиністкою на шахті «Друга Великомостівська». 2003 року вийшли друком спогади «Життя підпільниці». З 2008 року мешкала у Львові.
Померла у Львові на 93-му році життя. Похована на полі почесних поховань (поле № 67) Личаківського цвинтаря.